# Bukit Mulya (Air Rami)
Bukit Mulya is een bestuurslaag in het regentschap Muko-Muko van de provincie Bengkulu, Indonesië. Bukit Mulya telt 720 inwoners (volkstelling 2010).